# Leptosiaphos kilimensis
Leptosiaphos kilimensis là một loài thằn lằn trong họ Scincidae. Loài này được Stejneger mô tả khoa học đầu tiên năm 1891.